# Жилль, Флориан Антонович
Флориан Антонович Жилль (1801—1865) — российский государственный деятель, искусствовед, литератор, путешественник.

## Биография
Должность — первый директор, по другим сведениям, начальник Первого отделения Императорского Эрмитажа.
Звание — действительный статский советник.
Преподавал французский язык цесаревичу Александру Николаевичу (будущему императору Александру II), а также в Реформатском училище[когда?].
Исполнял обязанности придворного библиотекаря и заведующего Царскосельским Арсеналом.
В 1858 году совершил путешествие на Кавказ, по итогам которого издал путевые заметки.
Покончил жизнь самоубийством.

## Труды
- Gille F. Musee des armes rares, anciennes et orientales, de sa Majeste L`Empereur de toutes les Russies. St. Petersburg and Carlsruche, J. Velten, [1835—1853]. [Жилль Ф. Музей редких, старинных и восточных оружейных предметов, Его Императорского Величества Царя Всей России: в 30 выпусках. СПб.—Карлсруэ, 1835—1853].
- [Жиль Ф.] Царскосельский музей с собранием оружия, принадлежащего государю императору. — СПб.: Политехнографическое Заведение А. Баумана, 1860.
- [Жиль Ф.] Музей Императорскаго Эрмитажа: Описание различных собраний составляющих музей с историческим введением об Эрмитаже императрицы Екатерины II и о образовании музея Новаго Эрмитажа. — Спб., 1861.